# Boku Dake ga Inai Machi
Boku dake ga inai machi (僕だけがいない街 lit. 'Una ciudad sin mí'?), conocida en España como Desaparecido y en Hispanoamérica como Erased, es una serie de manga escrita e ilustrada por Kei Sanbe. Fue serializada en la revista Young Ace de Kadokawa Shoten desde 2012.
El primer volumen se lanzó el 2 de junio de 2012 y finalizó el 4 de marzo de 2016 con 8 volúmenes.
En 2016, bajo la producción de A-1 Pictures, se emitió la adaptación animada por Fuji TV desde el 8 de enero hasta el 26 de marzo de 2016, con un total de 12 episodios.

## Argumento
Ambientada en 2006, Satoru Fujinuma es un autor de manga frustrado que trabaja como repartidor de pizzas para llegar a final de mes. Lo que no sabe nadie es que posee un don excepcional: cada vez que tiene lugar alguna tragedia cerca de él, es proyectado unos minutos hacia atrás en el tiempo para tratar de impedirla. Precisamente, uno de estos episodios hace aflorar los recuerdos reprimidos de su infancia traumática, lo que acaba teniendo consecuencias demoledoras y trágicas en su presente. Una vez más, sufre una de sus regresiones, solo que esta vez lo lleva hasta el año 1988, justo antes de que su compañera de clase Kayo Hinazuki se convirtiera en la primera víctima de un secuestrador en serie. Entonces, el Satoru de once años deberá reparar el pasado para cambiar el presente.

## Personajes
Satoru Fujinuma (藤沼 悟 Fujinuma Satoru?)
Voz por: Shinnosuke Mitsushima, Tao Tsuchiya (joven)
Airi Katagiri (片桐 愛梨 Katagiri Airi ?)
Voz por: Chinatsu Akasaki
Kayo Hinazuki (雛月 加代 Hinazuki Kayo?)
Voz por: Aoi Yūki
Sachiko Fujinuma (藤沼 佐知子 Fujinuma Sachiko?)
Voz por: Minami Takayama
Kenya Kobayashi (小林 賢也 Kobayashi Kenya?)
Voz por: Jin Shirasu
Osamu ( 修 Osamu?)
Voz por: Ayaka Nanase
Kazu (カズ  Kazu?)
Voz por: Yukitoshi Kikuchi
Hiromi Sugita (杉田 広美 Sugita Hiromi?)
Voz por: Akari Kito
Aya Nakanishi (中西 彩 Nakanishi Aya?)
Voz por: Sayaka Kaneko
Jun Shiratori (白鳥 潤 Shiratori Jun?)
Voz por: Takahiro Mizushima
Gaku Yashiro (八代 学 Yashiro Gaku?)
Voz por: Mitsuru Miyamoto

## Contenido de la obra

### Manga
El manga original, escrito por Kei Sanbe, empezó su serialización en la revista Young Ace de Kadokawa Shoten en 2012. La serie cuenta también con un spin-off titulado Boku dake ga inai machi gaiden.

#### Lista de volúmenes
| N.º | Título      | Fecha de lanzamiento    | ISBN original          |
| --- | ----------- | ----------------------- | ---------------------- |
| 1   | «Volumen 1» | 26 de enero de 2013     | ISBN 978-4-04-120557-0 |
| 2   | «Volumen 2» | 2 de junio de 2013      | ISBN 978-4-04-120701-7 |
| 3   | «Volumen 3» | 2 de diciembre de 2013  | ISBN 978-4-04-120911-0 |
| 4   | «Volumen 4» | 3 de junio de 2014      | ISBN 978-4-04-101742-5 |
| 5   | «Volumen 5» | 28 de diciembre de 2014 | ISBN 978-4-04-101743-2 |
| 6   | «Volumen 6» | 5 de junio de 2015      | ISBN 978-4-04-103134-6 |
| 7   | «Volumen 7» | 25 de diciembre de 2015 | ISBN 978-4-04-103675-4 |
| 8   | «Volumen 8» | 27 de abril de 2016     | ISBN 978-4-04-103915-1 |
| 9   | «Volumen 9» | 4 de febrero de 2017    | ISBN 978-4-04-104879-5 |

### Anime
Una adaptación a anime producida por A-1 Pictures fue emitida en el bloque de programación Noitamina de Fuji TV desde el 8 de enero hasta el 24 de marzo de 2016. La serie fue dirigida por Tomohiko Itō y escrita por Taku Kishimoto, con el diseño de personajes por Keigo Sasaki.

#### Música
- El opening es Re:Re: interpretado por el grupo Asian Kung-Fu Generation de su álbum Sol-Fa.
- El ending es Sore wa Chiisa na Hikari no Yō na (それは小さな光のような?) interpretado por Sayuri.
- La banda sonora está compuesta por Yuki Kajiura.

#### Lista de episodios
| N.º | Título                                    | Estreno               |
| --- | ----------------------------------------- | --------------------- |
| 1 | «Ráfagas ante mis ojos» «Sōmatō» (走馬灯) | 8 de enero de 2016    |
| En el año 2006, Satoru Fujinuma es un mangaka de 29 años con dificultades en Chiba y que ocasionalmente experimenta un fenómeno que él llama "Regresión": Cuando un incidente fatal está a punto de ocurrir cerca de él, es enviado unos minutos atrás en el tiempo para evitarlo al ver una resplandeciente mariposa azul brillante. Él usa esta habilidad involuntaria para salvar a un niño de un camión fuera de control, aunque como resultado es hospitalizado durante unos días. Mientras se recupera, su compañera de trabajo, Airi Katagiri, lo elogia por sus esfuerzos para salvarle la vida. Más tarde, recibe la visita de su madre, Sachiko, quien le recuerda un incidente que ocurrió hace dieciocho años en su ciudad natal en Hokkaido: Un adulto llamado Jun Shiratori (apodado "Yuki","Valor"), en quien Satoru había confiado, fue arrestado por el secuestro y asesinato de tres niños locales, dos de los cuales eran compañeros de clase de Satoru. Al día siguiente, mientras Satoru experimenta otra Regresión, Sachiko se percata de un hombre que aparentemente intentó secuestrar a una niña. Investigando el asunto, Sachiko deduce que el hombre fue el verdadero asesino de hace 18 años, pero antes de que pueda informar a alguien, es asesinada en el apartamento de Satoru. Justo cuando Satoru descubre el cuerpo de Sachiko y es acusado de matarla, su habilidad de Regresión, por primera vez, se dispara al enviar su consciencia de 29 años de regreso a 1988, cuando era un estudiante de primaria de once años en Hokkaido. |                                           |                       |
| 2 | «Palma» «Tenohira» (掌)                   | 15 de enero de 2016   |
| Mientras Satoru se desconcierta con la situación en la que se halla, encuentra consuelo al poder volver a ver a su madre. Al darse cuenta de que ser enviado a este período por Regresión está relacionado con el futuro asesinato de Sachiko, Satoru se fija en Kayo Hinazuki, una de sus compañeras de clase asesinada por el secuestrador en serie, y nota un moretón en su pierna. Por sugerencia de su amigo Kenya Kobayashi, Satoru lee un ensayo escrito por Kayo, que revela aún más su problemática vida en casa. Queriendo comprender mejor a Kayo, Satoru decide invitarla a su fiesta de cumpleaños, con la esperanza de cambiar el futuro para que no la maten. |                                           |                       |
| 3 | «Moretón» «Aza» (痣)                      | 22 de enero de 2016   |
| Durante una carrera de patinaje sobre hielo contra un compañero de clase, Satoru se contiene de ganar para evitar intentar cambiar el futuro sin querer, enfadando al compañero de clase y decepcionando a Kayo. Después de enterarse de que el cumpleaños de Kayo es el mismo día que el suyo, el 2 de marzo, Satoru deduce que será secuestrada el 1 de marzo, ya que el secuestro fue en marzo pero antes de su cumpleaños. Satoru pasa un tiempo con Yuki, todavía convencido de que él no es el secuestrador. Después, Satoru encuentra a Kayo golpeada en el cobertizo de su casa, descubriendo la naturaleza completa de su relación abusiva con su madre, Akemi. Al día siguiente, Satoru habla con su maestro, Gaku Yashiro, quien le explica cómo ha sospechado de Akemi de abuso durante casi un año, pero no ha podido encontrar pruebas para condenarla. Más tarde, Satoru defiende a Kayo cuando la acusan de robar el dinero del almuerzo de la clase, antes de llevarla a una montaña para mostrarle un árbol de "Navidad" cubierto de escarcha. |                                           |                       |
| 4 | «Logro» «Tassei» (達成)                   | 29 de enero de 2016   |
| Con la ayuda de Sachiko, Satoru logra invitar a Kayo al centro de ciencias local. Durante la excursión, Satoru experimenta una especie de déjà vu, preocupado por estar repitiendo lo mismo. Tras el 1 de marzo, el día de la desaparición de Kayo, transcurre sin incidentes, y tanto Satoru como Kayo pueden celebrar su cumpleaños al día siguiente, con la confianza de Satoru de haber cambiado la historia. Al día siguiente, sin embargo, Satoru se sorprende al descubrir que Kayo no ha ido a la escuela. |                                           |                       |
| 5 | «Huida» «Tōbō» (逃亡)                     | 5 de febrero de 2016  |
| Mientras Satoru se enfurece por no haber podido evitar la desaparición de Kayo, otra colegiala desaparece varios días después. Tras presenciar cómo Akemi tira las pertenencias de Kayo, Satoru se encuentra repentinamente de nuevo en 2006, aún bajo sospecha del asesinato de Sachiko y obligado a huir de la policía. Satoru pronto se encuentra con Airi, quien lo cree inocente y lo deja quedarse en su casa, donde descubre que los detalles de la desaparición de Kayo cambiaron ligeramente debido a sus acciones. Al día siguiente, mientras Satoru investigaba todo lo posible, Airi impidió que su jefe denunciara a Satoru a la policía. Más tarde esa noche, tras ayudar a Satoru a esconderse en otro lugar, Airi recibió un mensaje desde el teléfono de Sachiko antes de quedar atrapada en un incendio en su casa. |                                           |                       |
| 6 | «Dios de la Muerte» «Shinigami» (死神)    | 12 de febrero de 2016 |
| Al entrar en la casa en llamas, Satoru corre a rescatar a Airi, quien guarda su teléfono en el bolsillo de Satoru antes de que el gerente se haga cargo del rescate. Al encontrar el mensaje en el teléfono de Airi, Satoru llama a un número que Sachiko había dejado y organiza una reunión con Sawada, un conocido periodista suyo. Sawada le cuenta a Satoru sobre la última llamada que recibió de Sachiko, en la que ella afirmaba saber quién era el verdadero secuestrador, pero no pudo decírselo antes de que la mataran. También le explica los detalles de la muerte de Kayo, notando que la incriminación de Yuuki coincide con otro secuestro en un pueblo cercano y deduciendo que el verdadero secuestrador fue quien mató a Sachiko. Mientras Satoru investiga las conclusiones de Sawada sobre el secuestro, incluyendo una lista de sospechosos anteriores, Sawada va al hospital a ver a Airi, solo para descubrir que su madre la ha intercambiado para demostrar la inocencia de Satoru. Airi se reúne con Satoru y le informa de un misterioso hombre llamado Nishizono, quien podría haber sido el responsable del incendio. Sin embargo, la policía llega y arresta a Satoru. Mientras se lo llevan, Satoru ve al hombre que vio salir de su apartamento la noche del asesinato de su madre. |                                           |                       |
| 7 | «Perdiendo el control» «Bōsō» (暴走)      | 19 de febrero de 2016 |
| Decidido a no dejar que las cosas terminen así, Satoru logra su Regresión con pura fuerza de voluntad, devolviéndolo al 28 de febrero de 1988. Al día siguiente, durante la clase, Kenya confronta a Satoru sobre la situación de Kayo en casa, admitiendo que sabe de la violencia doméstica desde hace tiempo y le ofrece su ayuda. Tras la fiesta de cumpleaños del 2 de marzo, Satoru lanza una piedra a la ventana de Yuuki para traer a la policía, dándole a Yuuki una coartada sobre su paradero. Después, Satoru busca a Akemi y casi la empuja por unas escaleras, pero Kenya lo detiene, convenciéndolo de tomar otra decisión. En cambio, Satoru decide "secuestrar" a Kayo con su permiso, llevándola a un autobús abandonado para que se esconda durante unos días hasta que se confirme que está a salvo. Sin embargo, la noche del 3 de marzo, un intruso desconocido entra en el autobús mientras Kayo duerme. |                                           |                       |
| 8 | «Espiral» «Rasen» (螺旋)                  | 26 de febrero de 2016 |
| Kayo logra esconderse del intruso que sale del autobús, dejando una huella en una caja que pateó. La noche siguiente, mientras Yashiro va con algunas personas del Centro de Atención al Menor a investigar la casa de Kayo, ésta les cuenta a Satoru y a los demás sobre el intruso de la noche anterior. Al revisar una mochila olvidada, encuentran herramientas que Satoru reconoce como las utilizadas para implicar a Yuuki en el asesinato de Kayo, así como una briqueta que se presume pertenece al asesino. Al darse cuenta de que sigue atrapado en el círculo de asesinatos por secuestro, Satoru lleva a Kayo a pasar la noche en su casa, donde Sachiko los esperaba. Al día siguiente, Kayo disfruta del primer desayuno casero de su vida, lo que la hace llorar. Satoru y Sachiko acompañan a Kayo a su casa para confrontar a Akemi. |                                           |                       |
| 9 | «Final» «Shūmaku» (終幕)                  | 4 de marzo de 2016    |
| Mientras Akemi reacciona violentamente a las acusaciones de Satoru y Sachiko, Yashiro y los asesores la pillan con las manos en la masa, sugiriendo que Kayo sea puesta bajo custodia. Justo cuando Akemi se prepara para ir a la policía, su madre, de quien está distanciada, se acerca a ella, lamentando no haber podido apoyarla tras haberla obligado a divorciarse de su marido abusivo y criar sola a Kayo, lo que lleva a Akemi a lamentarse por sus propias acciones. Con Kayo yéndose a vivir con su abuela materna, Satoru centra su atención en las otras dos posibles víctimas: Hiromi Sugita, su compañero de clase, y Aya Nakanishi, una estudiante de la escuela vecina. Mientras vigila a Hiromi y Aya, Satoru descubre un alijo de dulces en el coche de Yashiro cuando este lo lleva a casa. Más tarde, Satoru acompaña a Kenya y a Hiromi a inspeccionar el autobús, cuyo contenido ya ha sido retirado |                                           |                       |
| 10 | «Deleite» «Kanki» (歓喜)                  | 11 de marzo de 2016   |
| Satoru y sus amigos se acercan a Aya y, a pesar de cierta resistencia inicial, ella se une a ellos en su escondite. Más tarde, Satoru sigue a Misato Yanagihara, quien se ha mantenido reservada desde que fue acusada de incriminar a Kayo. Ella aparentemente desaparece después de ir al baño. Satoru entonces ve que una camioneta de la familia de Yuuki se aleja del lugar y le pide a Yashiro que la siga en su auto. En el camino, Yashiro se revela como el asesino y que se dio cuenta de que Satoru era quien frustraba sus planes. Explica que usó a Misato como cebo para atraer a Satoru al auto robado, el cual luego hace rodar a un lago helado con Satoru atrapado dentro. |                                           |                       |
| 11 | «Futuro» «Mirai» (未来)                   | 18 de marzo de 2016   |
| Tras el intento de Yashiro de matarlo, Satoru despierta en el año 2003 tras quince años en coma. Su cuerpo seguía creciendo y su madre lo cuidaba a diario. Sin embargo, ha perdido la memoria del pasado. Kenya y Hiromi visitan a Satoru, así como Kayo, quien se ha convertido en la esposa de Hiromi y madre de su hijo pequeño, a quien le dan el nombre femenino de Mirai ("futuro"). Algunos recuerdos de Satoru comienzan a regresar gracias a las visitas de sus amigos. Más tarde, conoce a Kumi, una paciente con leucemia que está a punto de ser operada, y al propio Yashiro, quien cambió su nombre a Nishizono y se convirtió en político. Dos días antes de la operación de Kumi, Yashiro lleva a Satoru a la azotea del hospital, donde confirma sus sospechas de que ha recuperado la memoria. |                                           |                       |
| 12 | «Tesoro» «Takaramono» (宝物)              | 25 de marzo de 2016   |
| Un flashback muestra que Satoru recuperó la memoria tras la visita de Kayo, y les contó a Kenya y Hiromi que Yashiro era el asesino. De vuelta en la azotea, Yashiro presume de que sus crímenes pasados ya han prescrito y no puede ser arrestado. Revela que ha planeado matar a Kumi con una vía intravenosa saboteada e incriminar a Satoru por su asesinato. Yashiro amenaza con tirarlo desde la azotea y hacerlo parecer un suicidio. Sin embargo, Satoru lo desmiente, afirmando que no puede vivir sin él. Esto parece cierto cuando Yashiro inicialmente impide que Satoru tire su silla de ruedas desde la azotea. Sin embargo, Yashiro lo deja caer y se prepara para suicidarse. Entonces descubre que sus amigos han atrapado a Satoru sano y salvo, y finalmente es arrestado por intento de asesinato. Siete años después, en 2010, Satoru se ha convertido en un exitoso mangaka. Un día, Satoru sorprendentemente se encuentra con Airi debajo del mismo puente en el que solían sentarse antes, y donde había desaparecido durante su último viaje de Regresión al pasado, que ahora se ha reactivado. |                                           |                       |

### Adaptaciones de acción real
Una adaptación a película de acción real de Boku dake ga inai machi se estrenó en cines japoneses el día 19 de marzo del 2016. Su tema principal es Hear ~Shinjiaeta Akashi~ (Hear 〜信じあえた証〜?), interpretado por Chise Kanna.
En 2017, Netflix anunció una adaptación en serie de acción real. Fue estrenada a nivel mundial por la plataforma de streaming el día 15 de diciembre de 2017.

### Novela
Una novela spin-off titulada Boku dake ga inai machi: Another Record, escrita por Hajime Ninomae, fue serializada en la revista mensual de novelas digitales de Kadokawa, Bungei Kadokawa desde noviembre de 2015 hasta marzo del 2016. Se lanzó un volumen que recopila los capítulos el 26 de marzo del 2016.